# Telaga Bakti
Telaga Bakti is een bestuurslaag in het regentschap Aceh Singkil van de provincie Atjeh, Indonesië. Telaga Bakti telt 1594 inwoners (volkstelling 2010).